# Antonio Ugo
Antonio Ugo (Palermo, 22 gennaio 1870 – Palermo, 19 aprile 1950) è stato uno scultore e medaglista italiano.

## Biografia
A 14 anni entrò nella bottega dello scultore Francesco Griffo-Saporito di Palermo . Sposò Teresa De Lisi, figlia di Benedetto Delisi (1831-1875), dalla quale ebbe il figlio Giuseppe Vittorio (1897 - 1987), architetto e le figlie Rosa, Giuseppa Valentina e Bice.
Massone, non si sa dove e quando fu iniziato, ma il 20 luglio 1889 fu affiliato Maestro massone nella Loggia Centrale di Palermo.
Nel 1889, dopo aver sostenuto un esame da parte dell'architetto Giuseppe Damiani Almeyda, vinse un pensionato artistico a Roma dove frequentò, fino al 1894, la bottega d'arte di Ercole Rosa.
All'Esposizione nazionale italiana del 1891, presentò le opere Sul cannone della Gancia e Se viene il babbo. Dal 1895 al 1926 partecipò a varie edizioni della Biennale di Venezia, di cui fu anche giudice per tre volte.
Nel 1910 fu nominato socio onorario dell'Accademia di Brera a Milano. Fu anche professore ll'Accademia di Belle Arti palermitana nel 1913, nella quale dal 1924 al 1936 tenne la cattedra di plastica della figura.
Con una lettera datata 10 gennaio 1934 donò a Benito Mussolini la statua bronzea della Madonna di Littoria, inizialmente collocata a destra dell'ingresso della Chiesa parrocchiale di Littoria, ma rimossa nel dopoguerra e collocata nel 1956 nella Biblioteca comunale, dove rimase fino al dicembre 1994, quando venne spostata nel Palazzo comunale.
Nel 1949 donò alla Galleria d'arte moderna di Palermo 40 sue opere, principalmente di piccole dimensioni, come busti femminili in marmo e bronzetti che ritraggono bambini e animali. Un gesso rappresentante il busto dello scultore Benedetto Civiletti è conservato presso la Gipsoteca di Palazzo Ziino, sempre a Palermo. Alcune opere sono presenti nelle collezioni della Galleria nazionale d'arte moderna e contemporanea di Roma.
Nella sua lunga attività, Ugo espresse con grande sensibilità un linguaggio inizialmente aderente al simbolismo allegorico, poi dal sapore preraffaellita, giunse all'Art Nouveau con qualche accento di verismo meridionale che culminò nel periodo più tardo, a partire dagli anni venti, ad una progressiva semplificazione delle masse plastiche e l'accostamento al Novecento, con un monumentalismo accademico.
È sepolto nel cimitero di Santa Maria dei Rotoli a Palermo.

### La collaborazione con Ernesto Basile

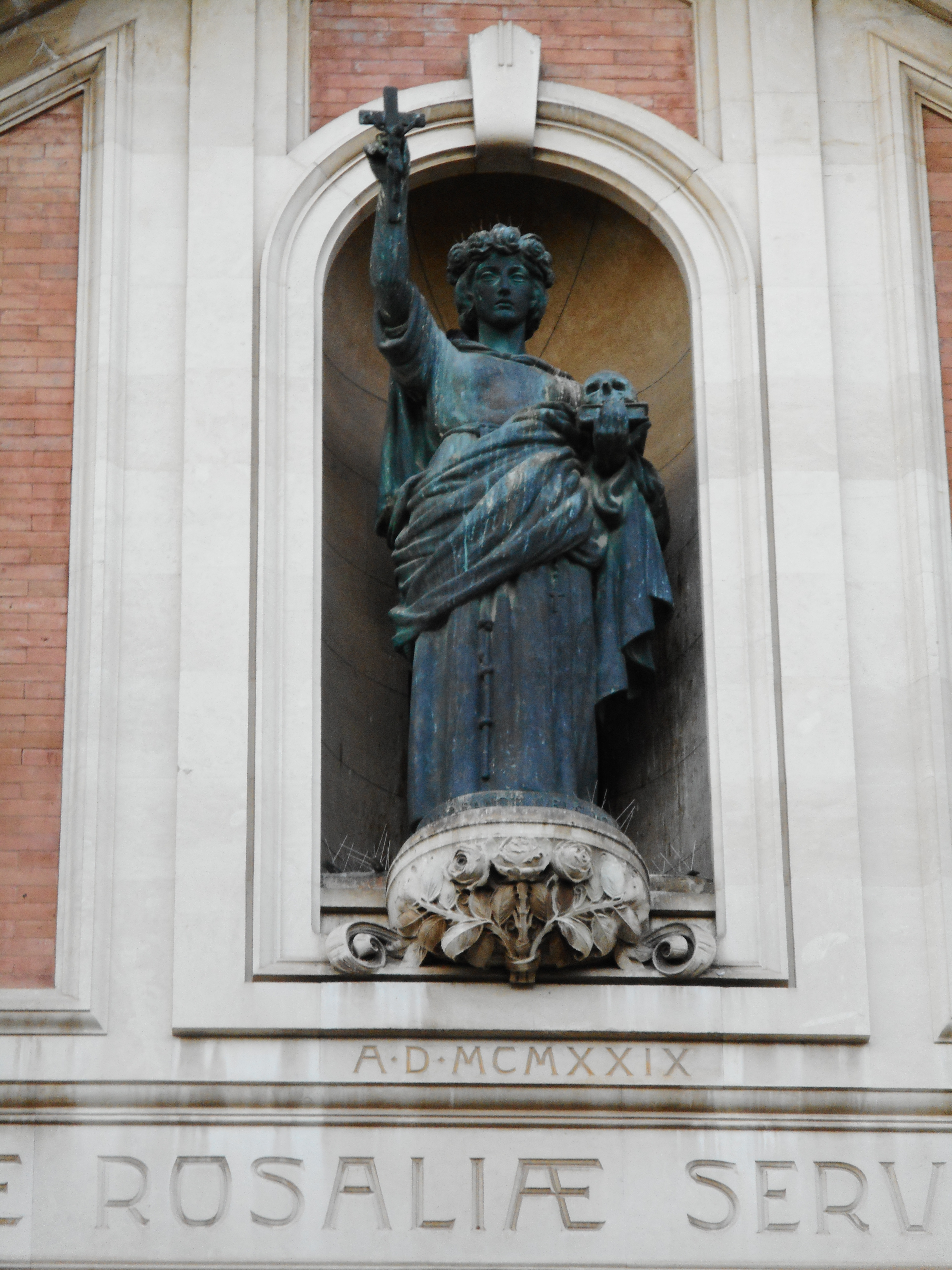
Statua di Santa Rosalia

Importante nella carriera dello scultore fu la felice collaborazione con l'architetto Ernesto Basile con il quale realizzò parti scolpite di mobili per la ditta Ducrot di Palermo: ne sono esempi un trittico a bassorilievo per la spalliera di un letto con tema Madonna e Angelo, presentata alla prima esposizione d'arte decorativa di Torino del 1902, le figure allegoriche delle cerniere di un secrétaire in mogano e due nudi per un orologio in legno e bronzo e per una lampada da notte, presentati alla quinta Esposizione internazionale d'arte di Venezia del 1903. In tale occasione, presenta le seguenti sculture: un ritratto marmoreo del cardinale Michelangelo Celesia, arcivescovo di Palermo, Sotto la luna, Mattino azzurro e Dafne.
Sempre in collaborazione con Ernesto Basile (autore del basamento), realizza nel 1900 per l'atrio del Palazzo delle Finanze a Palermo, il busto di Emanuele Notarbartolo.
La collaborazione con Ernesto Basile si ripeté nel 1910, con la realizzazione delle figure allegoriche dell'Italia e della Sicilia e gli altorilievi per il monumento celebrativo del cinquantenario dell'Unità d'Italia in Piazza Vittorio Veneto a Palermo.
Nella facciata della chiesa di Santa Rosalia a Palermo, realizzata dal Basile tra il 1922 e il 1928, venne collocata una scultura in bronzo della santa omonima, patrona della città, opera di Ugo.
Sempre con il Basile realizzò un Pannello in marmo per la cappella Tasca-Lanza nel cimitero di Santa Maria di Gesù a Palermo.

### Allievi
Ugo fu maestro di una folta schiera di artisti, quali:
- Peppino Pirrone (Borgetto, 5 novembre 1898 - Roma, 23 febbraio 1978);
- Giovanni Rosone (Palermo, 2 novembre 1910 – ivi, notte tra l'8 e il 9 dicembre 2001);
- Michele Dixitdomino (Palermo, 2 ottobre del 1908 – ivi, 20 febbraio 2003);
- Cosmo Sorgi (Palermo, 1892 - ivi, 1979) e Benedetto De Lisi Jr. (Palermo, 1898 - ivi, 1967);
- Giovanni Barbera (Palermo, 1909 - 1935);
- il pittore Pippo Rizzo (Corleone, 6 gennaio 1897 - Palermo, 4 marzo 1964);
- Nino Franchina (1912 - 1987).

### Premi e riconoscimenti
- 1891, ottiene una medaglia d'argento all'Esposizione nazionale di Palermo.
- 1893, menzione onorevole in una mostra romana.
- 1896, menzione onorevole all'Esposizione di belle arti di Sassari.
- 1900, vinse il concorso per il Monumento al barone Marco Trigona da erigersi a Piazza Armerina.
- 1903, medaglia d'argento (unico premio per la scultura) all'Esposizione di belle arti di Messina.
- 1936, Conferenza celebrativa del cinquantennio dell'attività artistica dello scultore, a cura di Vito Fazio-Allmayer.
- 1949, Premio Columbus all'International Columbus Association, Stati Uniti d'America.

### Mostre personali
- 1916-1917-1918 – Mostra  “Pro Patria Ars” con sculture e medaglie in marmo e bronzo;
- 1934 – Mostra personale di circa 100 opere in marmo e bronzo nelle sale del Circolo Artistico di Palermo (all’epoca presso Palazzo Utveggio in Piazza G. Verdi) per festeggiare il suo cinquantennio di attività artistica;
- 1950 – Mostra personale nelle sale del Circolo Artistico di Palermo (all’epoca presso Villa Whitaker in via Cavour) in occasione del suo ottantesimo compleanno;
- Dal 25 settembre al 7 novembre 2020 – Mostra “Lo scultore del sorriso. Bronzetti, Cartoline, Fotografie, Documenti di Antonio Ugo”, presso Antichità Athena (via Libertà 6, Palermo), in occasione del 150º anniversario della sua nascita;
- Dal 16 aprile al 10 settembre 2023 – Mostra “Antonio Ugo scultore (Palermo 1870-1950). Opere dallo studio dell’artista”, presso Villa Zito a Palermo[3]

## Opere principali

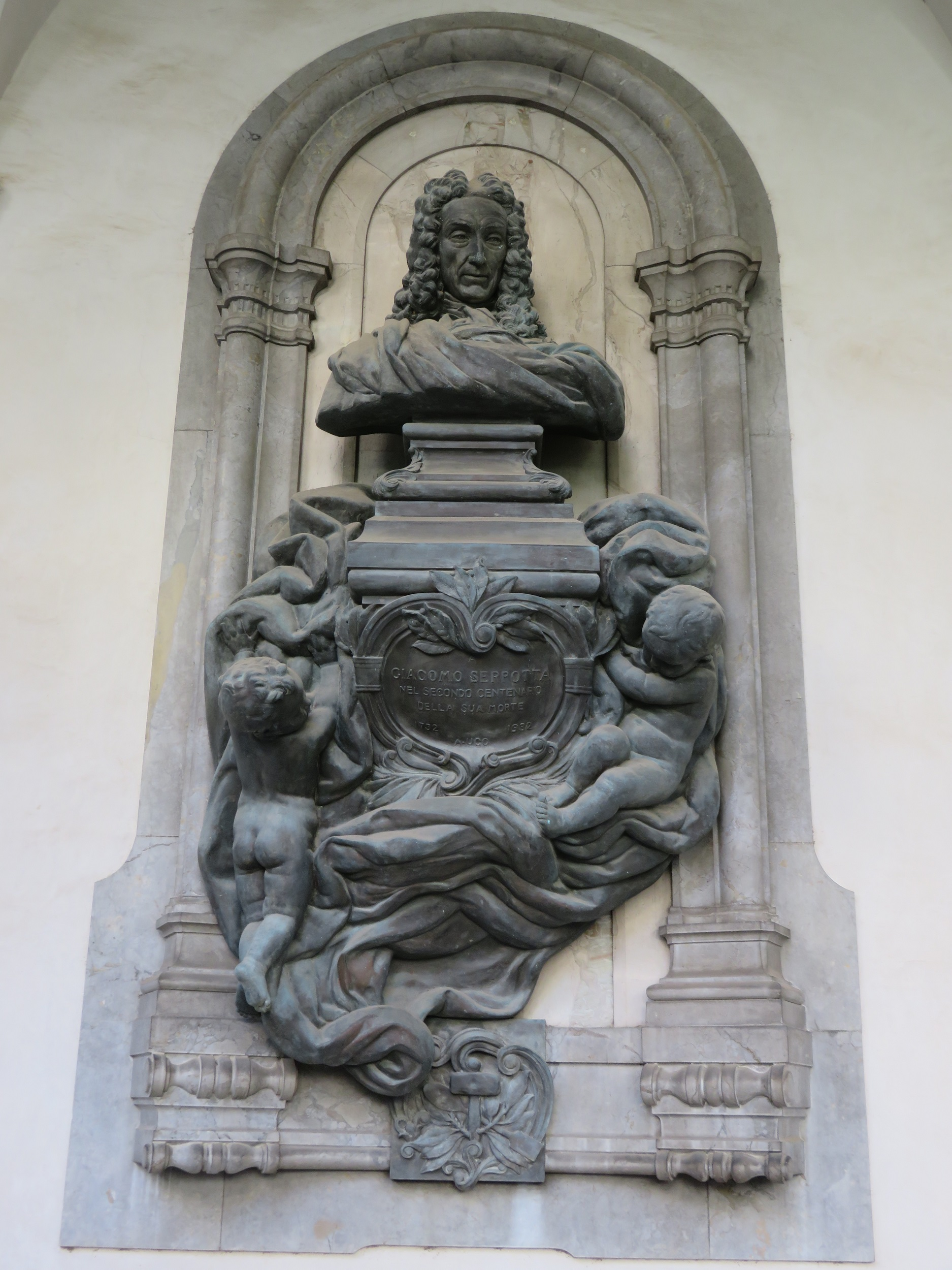
Antonio Ugo, Giacomo Serpotta (1932), chiostro di San Domenico, Palermo

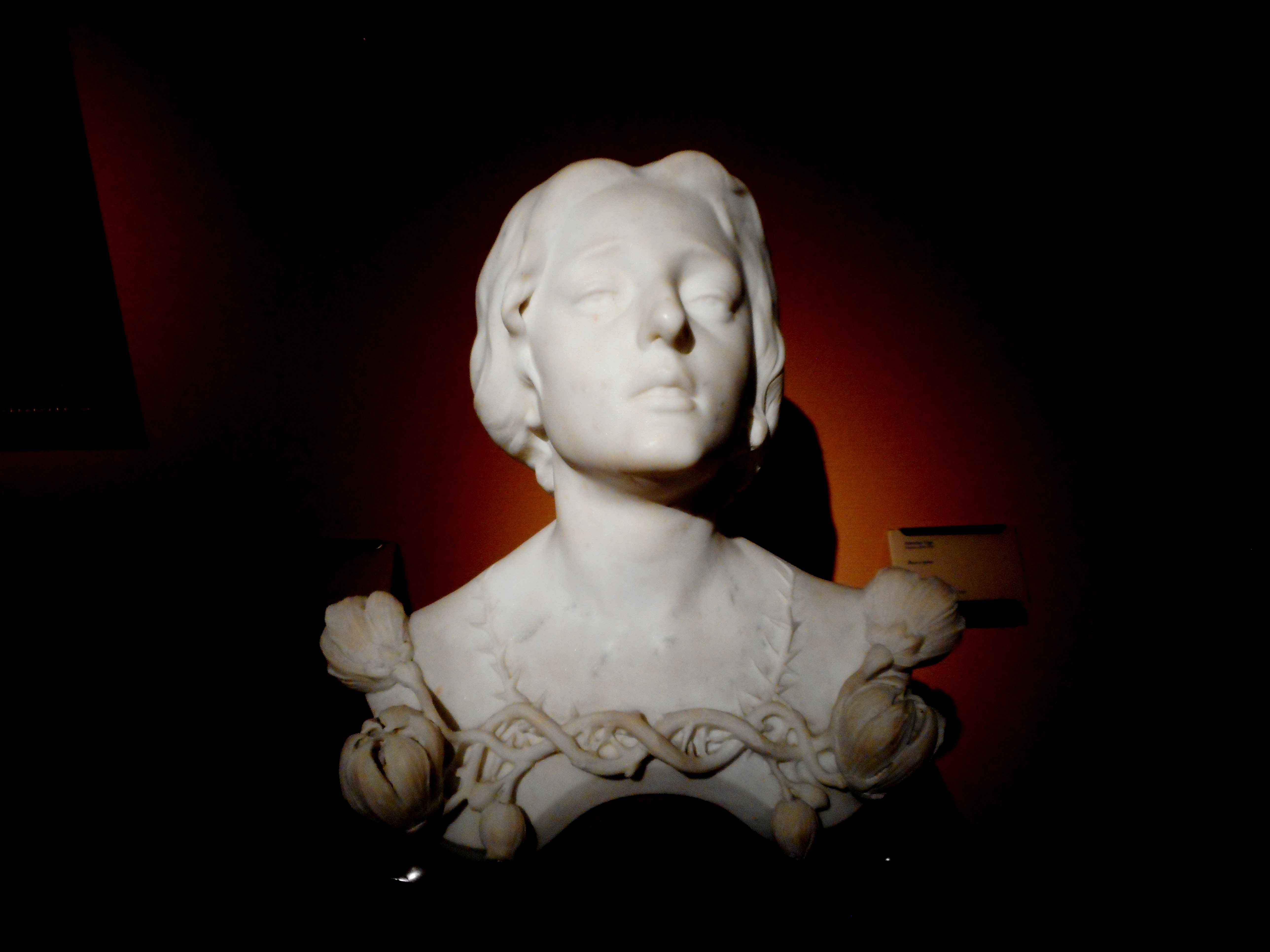
fiori e spine

- fiori e spine1895 - ’U carusu, gesso, Galleria d'arte moderna di Palermo.
- 1897 - Medaglione con i profili di Giovan Battista Filippo Basile e del figlio Ernesto, Sala del consiglio di amministrazione della Fondazione "Teatro Massimo".
- 1898 - Busto di Giacomo Leopardi, marmo, Università di Palermo.
- 1899 - Busto di Lazzaro Spallanzani, marmo, Istituto di fisiologia umana, Università di Palermo.
- 1900 - fiori e spine, marmo, Galleria d'arte moderna di Palermo.
- 1901-1902 - Monumento a re Umberto I, marmo, Villa comunale "Giuseppe Garibaldi", Gela.
- 1902 - Busto di Giuseppe Verdi, bronzo, giardino del Teatro Massimo di Palermo.
- 1903 - Busto di Paolo Emiliani Giudici, Università di Palermo.
- 1903 - Busto del Dott. Castrense Gullo, Cimitero di Valledolmo.
- 1905 circa - La madre, marmo, Galleria d'arte moderna di Palermo.
- 1906 - Monumento al barone Marco Trigona con medaglione della consorte Laura De Assoro, in piazza Duomo a Piazza Armerina.
- 1908 - Busto di Giosuè Carducci, cortile del liceo-ginnasio Vittorio Emanuele di Palermo.
- 1908 circa - Genio della Vittoria, Altare della Patria a Roma.
- 1910 – Italia e Sicilia, figure allegoriche in bronzo nel Monumento celebrativo del cinquantenario dell'Unità Nazionale (in collaborazione con Ernesto Basile), Palermo.
- 1921 - Monumento ai caduti della prima guerra mondiale, Misilmeri. Inaugurato il 10 aprile, e progettato in collaborazione con l'ingegnere Giovanni Raccuglia.
- 1921-1922 - Targa per il VI centenario della morte di Dante, atrio del palazzo Pretorio di Palermo[4].
- 1923 - Targa commemorativa per gli ex alunni caduti nella grande guerra, liceo Vittorio Emanuele di Palermo.
- 1923 - "Monumento ai caduti Comune di Carini".
- 1924 - Monumento ad Amalia Natoli Alaimo, bronzo, cimitero di Sant'Orsola, Palermo.
- 1926 - Monumento ai Caduti, Comune di Valledolmo.
- 1929 - Lapide con medaglione in bronzo del professor Arnaldo Trambusti, sala magna dell'Istituto di patologia generale dell'Università di Palermo.
- 1931 - Monumento al cardinale Giuseppe Francica-Nava di Bontifé, marmo e bronzo, Duomo di Catania.
- 1932 - Busto di Giacomo Serpotta, bronzo, chiostro di San Domenico, Palermo.
- 1932 - Contadina siciliana, marmo, Galleria d'arte moderna di Palermo.
- ante 1934 - La Madonna dell'Agnello, bronzo, Galleria d'arte moderna di Palermo.
- 1934 - Madonna di Littoria, bronzo, Palazzo comunale di Latina.
- 1934 circa - Riposo, bronzo, Galleria d'arte moderna di Palermo.
- 1947 - Pescatore, Parco d'Orleans, Palermo.

Inoltre eseguì ritratti di molti personaggi, quali: donna Franca Florio, Mariano Stabile, Emanuele Notarbartolo (busto marmoreo, posto nell'atrio del palazzo delle Finanze, in corso Vittorio Emanuele a Palermo, allora sede del Banco di Sicilia).

## Musei e sedi che espongono le sue opere
Elenco dei musei ed enti che espongono opere dell'artista:
- Chiostro di San Domenico, Palermo;
- Cimitero di Sant'Orsola, Palermo;
- Cimitero di Santa Maria dei Rotoli, Palermo;
- Cimitero di Santa Maria di Gesù, Palermo;
- Complesso del Vittoriano, Roma;
- Galleria d'arte moderna Sant'Anna, Palermo;
- Galleria nazionale d'arte moderna e contemporanea, Roma;
- Gipsoteca di Palazzo Ziino, Palermo;
- Museo Casa Natale di Michelangelo Buonarroti, Caprese Michelangelo (AR);
- Palazzo comunale, Latina;
- Teatro Massimo, Palermo;
- Museo di storia naturale di Pavia, Università di Pavia, Pavia.